# Andreas Fuchs (General)

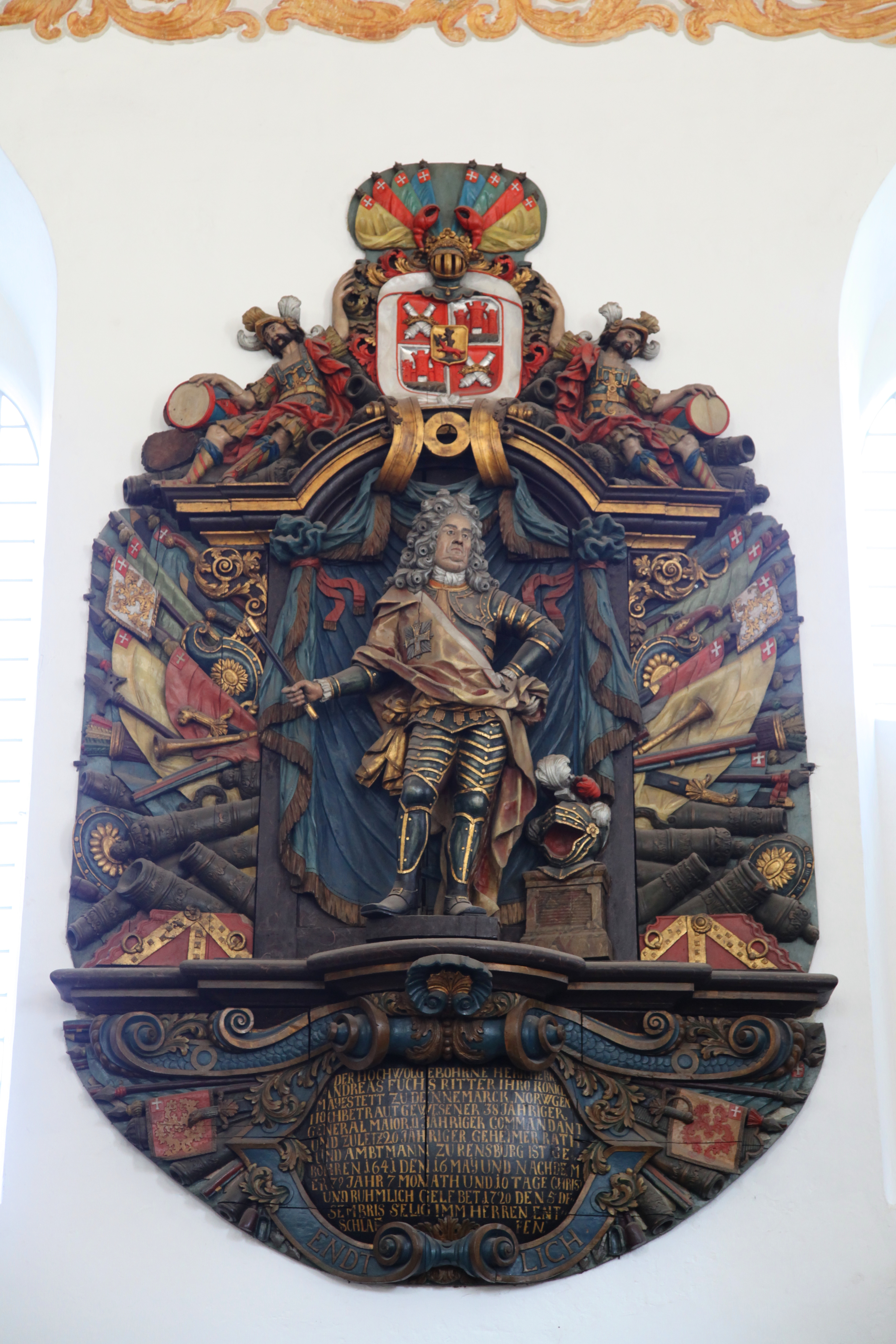
Epitaph für Andreas Fuchs in der Rendsburger Christkirche

Andreas Fuchs (* 16. Mai 1641 in Uetersen; † 5. Dezember 1720 in Rendsburg) war ein deutsch-dänischer General und Infanterie-Inspektor in den Herzogtümern Schleswig und Holstein und Statthalter von Rendsburg.

## Leben
Er wurde als Sohn des Johann Fuchs und dessen Frau Anna (geb. von Grote) in Uetersen geboren. Andreas Fuchs erlernte das Kriegshandwerk in der Kompanie seines Vaters und besuchte die Pyrotechnische Schule in Berlin-Spandau. Danach ging er als Fähnrich nach  Dänemark und wurde später Leutnant. Hier erlernte er den Bau von Zitadellen und  Festungsanlagen. Nach der Belagerung von Wismar im Jahre 1675 zeigte sich, dass Fuchs ein außerordentlicher Ingenieur war, und er wurde 1676 zum Major befördert. Nach der erfolgreichen Eroberung von Kristianstad wurde Andreas Fuchs im Jahre 1677 Oberstleutnant. 1683 wurde er als General-Infanterie-Inspektor in den Herzogtümern Schleswig und Holstein und erhielt 1685 den Dannebrogorden. Zwischen 1686 und 1700 war er zusammen mit Jobst Scholten am Bau von Feldbefestigungen und Belagerungsanlagen während der Kriegszüge Dänemarks gegen Hamburg, Ratzeburg, Eiderstedt und in Holstein beteiligt. Nach der Entlassung aus der Armee wurde er 1700 Geheimrat und Amtmann in Rendsburg. In dieser Stellung starb er am 5. Dezember 1720 und wurde mit seinen beiden Frauen in einer Gruft mit dem Familienwappen in der Christkirche (Rendsburg) beigesetzt. Noch heute erinnert ein hölzernes Epitaph in der Kirche an Andreas Fuchs. Es zeigt ihn als Krieger mit Beutestücken und Trophäen.